# ذفرة غويانية
ذفرة غويانية (الاسم العلمي:Cleome guianensis) هي نوع من النباتات تتبع جنس الذفرة من الفصيلة الذفرية.